# Silvia Busuioc
Silvia Busuioc (n. 7 septembrie 1989, Chișinău) este o actriță și manechină originară din Republica Moldova, care în prezent activează în Italia, Londra și Hollywood.

## Biografie
Silvia Busuioc născută 7 septembrie 1989 la Chișinău, Republica Moldova.
Cariera artistica o începe la vârsta de 7 ani cu dansul, studiind: dansuri sportive, dansul modern, latin, continuând cu hip-hop și dansul contemporan. Deja la vârsta de 12 ani lua parte în diverse spectacole, pentru Televiziunea Națională din Moldova și diferite teatre, în țară la fel ca și peste hotare în turnee. A studiat la liceul „Spiru Haret” din Chișinău până în clasa a 11-a, continuându-și ulterior studiile liceale în Italia, unde a fost activă în cadrul grupului de teatru al liceului.

## Cariera
În 2007 a absolvit  Școala Internațională: International Cambridge School, în următoarele subiecte: Business, Economie, Limba și Literatura Engleză. 
În același an a participat la concursul național, pentru campania de informare pentru lupta împotriva tuberculozei. Campania a implicat producerea de o serie de filme de scurt metraj scrise, regizate și interpretate de către participanți, proiectul sponsorizat de Caritas Moldova și susținut de către compania Impact Media Agency. Silvia Busuioc și alte 15 studenți au fost selectați pentru a scrie și regiza filmul de scurt metraj. Ca urmare ea a scris și a jucat rolul principal în filmul de scurt metraj "A Doua Șansă" (Second Chance), care a câștigat premiul întâi la nivelul național.
La scurt timp după Silvia se transfera în Italia și continua să lucreze ca model pentru o serie de campanii internaționale și face primele sale apariții în televiziune italian pentru Sky, Rai, Channel 5, La 7. Continuă studiile în teatru și dans, participă la diverse Masterclasse și colaborează cu Piccolo Teatro din Milano și Academia de Filodramatici, care îi aduc mai multe roluri în teatru și TV. 
Joacă rolul principal în piesa teatrală “Animelle! Un euro al chilo”, spectacol ce merge, de asemenea, în turneu internațional în Europa și Festivalul Fringe din Canada, unde a primit recenzii excelente. Un proiect ce abordează problemele: violenței asupra femeilor și a traficului de fete. 
În 2012 a absolvit la Universitatea din Milano. În același an, a fost acceptată ca oaspete distins la Actors Studio la Hollywood, Cu aprobarea lui Martin Landau, director artistic al studiului, a fost invitată să-și continue studiile de asemenea, în 2013/2014. În momentul de față Silvia lucrează în Italia, Londra și Hollywood, unde a continuat colaborarea cu Actors Studio. Actors Studio este o organizație non-profit destinată actorilor profesioniști, regizorilor și scenariștilor, fondată în 1947 în New York de către Elia Kazan, Cheryl Crawford și Robert Lewis, cu scopul de a reuni sub același acoperiș profesioniști în domeniul teatrului și cinematografiei care pot să lucreze împreună în pauzele dintre joburile pe care le au, pentru a-și perfecționa abilitățile actoricești. 
În 2013, face parte în castul serialului italian "Fuoriclasse", în care interpreta rolul 'Galina', o fata din Ucraina, în căutarea surorii sale în Italia. Galina vorbește patru limbi diferite pe parcursul istoriei: Italiană, rusă, germană și engleză. Astfel Silvia s-a dovedit perfectă pentru rol după cum vorbește 5 limbi. Serialul a fost difuzat in martie 2014 și a devenit un succes, fiind lider de episoade în prime time pe Rai 1 și a înregistrat mai mult de 6 milioane de telespectatori cu fiecare episod.
Al treilea sezon al seriei s-a filmat în 2015 "Fuoriclasse 3", având aceeași distribuție artistică.
De recent Silvia a recitat alături de Michael Fassbender, Rebecca Ferguson, premiul oscar J.K. Simmons in filmul "The Snowman" regizat de Tomas Alfredson. Filmul este distribuit de Universal Pictures si va avea premiera in Octombrie 2017.  

## Filmografie
Filme
- The Snowman (2017)
- The Invisible Boy 2 (2017)
- Gotthard (2016)
- Untitled (2015)
- Selfie 69 (2016)

Filme scurte
- Cloaked (2015)
- Cages (2015)
- Dealer (2014)
- Cages (2015)
- A doua sansa (2007)
- Occhi (2012)

Televiziune
- VEEP (2017)
- Lethal Weapon (2016)
- Fuoriclasse 2 (2013)
- Fuoriclasse 3 (2014-2015)

## Legături externe
- Silvia Busuioc la Internet Movie Database
- http://www.tvblog.it/post/545061/fuoriclasse-2-ultima-puntata-del-24-marzo-2014-riassunto-e-foto
- http://pentruea.md/article/silvia-busuiosc---actrita-in-orasul-modei-223.html Arhivat în 17 mai 2014, la Wayback Machine.
- http://everydayjournalism.md/actrita-silvia-busuioc-sua-iti-da-posibilitatea-sa-visezi Arhivat în 14 iulie 2014, la Wayback Machine.
- http://issuu.com/sportnetwork/docs/in_roma_5_giugno